# 伊藤哲也 (行政学者)
伊藤 哲也（いとう てつや）は、日本の行政学者。公共政策学博士(法政大学)。法政大学大学院公共政策研究科講師、法政大学ボアソナード記念現代法研究所客員研究員。

## 略歴
青森市役所企画財政部 部長や青森学術文化振興財団事務局 局長を務めた後、法政大学大学院公共政策研究科へと進学し博士後期課程を修了。 同大学院講師や法政大学ボアソナード記念現代法研究所において客員研究員となる。
専門社会調査士の資格を保有している。

## 著作等

### 論文
- 『決算分析等から見る地方議会の自治体政策等 への関与に関する研究 ～大都市（人口 20 万人以上）における分析から～』（修士論文、2017年）
- 『都道府県における議決事件の追加に関する研究』（公共政策志林 6 55-71 2018年）
- 『財政及び人口の観点からみた市区町村の議員定数の決定要因』（自治体学 33(1) 50-55 2019年）
- 『市町村における議会事務局の職員数に関する研究』（公共政策志林 9 74-89 2021年）
- 『議会費の状況と自治体運営 －決算統計等から分析する平成の市区町村議会－』（博士論文 2022年）

## 専門分野
- 公共政策
- 地方財政
- 地方自治
- 地方議員